# رابینسون ۳۸۱۹
سیارک ۳۸۱۹ (به انگلیسی: 3819 Robinson، نامگذاری:1983AR) سه هزار و هشتصد و نوزدهمین سیارک کشف شده‌است که در ۱۲ ژانویه ۱۹۸۳ کشف شد.
قدر مطلق سیارک برابر ۱۲٫۳۰ است.